# Vasillaq Ziu
Vasillaq Ziu (Valona, 13 agosto 1967) è un ex calciatore albanese, di ruolo centrocampista.